# Paul Fitzpatrick Russell
Paul Fitzpatrick Russell (Greenfield, 2 de maio de 1959) é um diplomata e prelado estadunidense da Igreja Católica, arcebispo auxiliar da Arquidiocese de Detroit.

## Biografia
A sua família morava em Shelburne Falls, Massachusetts, depois se mudou para Malden, Massachusetts e próximo a Willmington, Massachusetts. Em uma entrevista de 2016, Russell disse que pensou em se tornar padre na primeira série. Quando Russell estava na terceira série, seus pais se divorciaram; Russell então se mudou com sua mãe e irmãos para Alpena, Michigan. Ele frequentou a escola paroquial de St. Bernard of Clairvaux. Russell se formou na Alpena High School em 1977 e depois passou um ano na França como estudante de intercâmbio.
Depois de retornar da França, Russell entrou no Seminário Saint John em Boston. Querendo aprender espanhol, ele viajou para o Peru e Bolívia com a St. James Society, passando um ano na América do Sul. Parte de seu tempo lá foi gasto na escola de idiomas, a outra parte foi vivendo com uma família pobre. Russell retornou ao Seminário St. John por volta de 1985 para retomar seus estudos. Em 31 de janeiro de 1987, ele foi ordenado diácono de transição e foi designado para a Paróquia St. Joseph em Wakefield, Massachusetts.
Foi ordenado padre em 20 de junho de 1987, na Catedral de Santa Cruz de Boston, pelo cardeal Bernard Francis Law, arcebispo de Boston, sendo incardinado nesta arquidiocese. Após sua ordenação, a arquidiocese designou Russell como pároco adjunto da Paróquia do Sagrado Coração em West Lynn, Massachusetts. Em 1992, logo após chegar a uma nova designação na Paróquia de St. Eulalia em Winchester, Massachusetts, Law pediu a Russell para se tornar um de seus padres-secretários. Em 1993, Law convidou Russell para se juntar ao Serviço Diplomático da Santa Sé. Foi para Roma para estudar na Pontifícia Academia Eclesiástica. Ele obteve uma licenciatura em direito canônico e um doutorado também em direito canônico na Pontifícia Universidade Gregoriana em Roma.
Tendo entrado no serviço diplomático da Santa Sé em 1 de julho de 1997, trabalhou na Seção de Assuntos Gerais da Secretaria de Estado da Santa Sé e nas representações pontifícias na Etiópia, Turquia, Suíça, Nigéria e China.
É fluente, além do inglês nativo, em  francês, italiano, alemão e espanhol.
Em 19 de março de 2016, o Papa Francisco o nomeou como núncio apostólico na Turquia e Turcomenistão, concedendo a dignidade de arcebispo titular de Novi. Recebeu a ordenação episcopal em 3 de junho seguinte, na Catedral de Santa Cruz de Boston, do cardeal Seán Patrick O’Malley, O.F.M. Cap., arcebispo de Boston, coadjuvado por Allen Henry Vigneron, arcebispo de Detroit e por Leo William Cushley, arcebispo de Santo André e Edimburgo.
Em 7 de abril de 2018, foi nomeado também para a nunciatura apostólica para o Azerbaijão.
Em 22 de abril de 2021, resigna-se da chefia das nunciaturas.
Em 23 de maio de 2022, foi nomeado como bispo auxiliar de Detroit, mantendo seu título de arcebispo.
Logo após fazer sua entrada solene, recebeu a acusação de abusar sexualmente de um garoto de 12 anos, várias vezes em 1989 e 1990 na Paróquia Sagrado Coração em Lynn. O autor disse que conheceu Russell quando ele era voluntário no banco de alimentos da paróquia. Ele negou as alegações e o arcebispo Vigneron de Detroit colocou Russell em afazeres ministeriais limitados.
A arquidiocese de Detroit informou que "o Arcebispo Russell foi nomeado pelo Papa Francisco como bispo auxiliar da Arquidiocese de Detroit em 23 de maio de 2022. A Arquidiocese de Detroit não estava ciente de nenhuma alegação de má conduta contra o Arcebispo Russell até ser contatada pela mídia na segunda-feira, 1 de agosto. Com efeito imediato, o Arcebispo Russell está se abstendo de todo ministério público e continuará até que seja orientado novamente pela Santa Sé. As diretrizes canônicas (lei da Igreja), conforme fornecidas pela Santa Sé, estão sendo seguidas."
Russell é parente do beato Michał Piaszczyński, um padre polonês que morreu no campo de concentração de Sachsenhausen em 1940 e foi beatificado pelo Papa João Paulo II em 1999.